# جون ويليام غوف
جون ويليام غوف (بالإنجليزية: John William Goff)‏ هو لاعب كرة قاعدة أمريكي، ولد في 1925، وتوفي في 2009.